# Adrastea (księżyc)
Adrastea (Jowisz XV) – księżyc Jowisza, odkryty w 1979 roku przez Davida Jewitta i jego profesora Edwarda Danielsona, na podstawie zdjęć nadesłanych przez sondę Voyager 2.

## Nazwa
W 1983 roku otrzymała imię pochodzące z mitologii greckiej. Adrastea była córką Zeusa (Jowisza) i Ananke.

## Charakterystyka fizyczna
Adrastea jest jednym z mniejszych księżyców planety, ma średnicę ok. 16 km. Ma ona dość niewielką gęstość, z czego można wnioskować, że składa się ona w dużej mierze z lodu wodnego.

## Orbita
Orbita księżyca znajduje się w obrębie granicy Roche’a Jowisza, lecz dzięki niewielkim rozmiarom nie uległ on zniszczeniu. Okres obiegu Adrastei wokół Jowisza równa się okresowi jego obrotu wokół własnej osi, przez co księżyc zwraca się zawsze tą samą półkulą ku planecie (podobnie jak ziemski Księżyc).
Adrastea okrąża Jowisza po prawie kołowej orbicie wzdłuż zewnętrznej krawędzi głównego pierścienia planety i może być źródłem części jego materii. Jest ona księżycem pasterskim tego pierścienia. Jest to także najmniejszy spośród grupy wewnętrznych księżyców regularnych planety (grupy Amaltei).